# 1572
1572. је била проста година.

## Догађаји

### Април
- 1. април — Гези су заузели Брил од Шпанаца и стекли прво упориште на копну у Осамдесетогодишњем рату.

### Август
- 24. август — У ноћи празника Светог Вартоломеја у Паризу је отпочео масакр хугенота, у којем је до септембра побијено око 70.000 људи широм Француске.

### Октобар
- 20. октобар — Војници шпанског терција су током ноћи прегазили Шелду на њеном ушћу да би прекинули опсаду Гуса у Шпанској Низоземској.

## Рођења

### Јануар
- 11. јун — Бен Џонсон, енглески књижевник

## Смрти

### Мај
- 1. мај — Пије V, римски папа

### Јун
- 9. јун — Хуана III од Наваре, краљица Доње Наваре

### Јул
- 7. јул — Сигисмунд II Август, краљ Пољске

### Август
- 24. август — Гаспар II де Колињи, француски адмирал

### Новембар
- 24. новембар — Џон Нокс, шкотски теолог